# Oreocharis bodinieri
Oreocharis bodinieri är en tvåhjärtbladig växtart som beskrevs av Augustin Abel Hector Léveillé. Oreocharis bodinieri ingår i släktet Oreocharis och familjen Gesneriaceae. Inga underarter finns listade i Catalogue of Life.